# 浜四津敏子
浜四津 敏子（はまよつ としこ、1945年〈昭和20年〉1月6日 - 2020年〈令和2年〉11月29日）は、日本の政治家、弁護士。旧姓は高橋。
参議院議員（3期）、環境庁長官（第29代）、公明中央幹事会代表（第2代）、公明党代表代行（初代）などを歴任した。

## 経歴

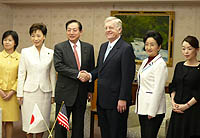
左から、鰐淵洋子、松あきら、太田昭宏、ジョン・トーマス・シーファー、浜四津敏子、丸谷佳織

1945年（昭和20年）1月6日、日本統治時代の台湾台北州台北市で生まれる。1957年、東京都新宿区立戸塚第二小学校を卒業。1960年、東京都新宿区立西戸山中学校を卒業。1963年、東京都立戸山高等学校を卒業。1967年、慶應義塾大学法学部法律学科を卒業した。
1969年、司法試験に合格。1970年、結婚。1972年、司法修習24期経て弁護士登録。1984年、日本弁護士連合会女性の権利に関する委員会委員に就任する。1989年、東京弁護士会で「子どもの人権110番」を担当。1990年、日本女性法律家協会副会長に就任する。
1992年7月26日、第16回参議院議員通常選挙に旧公明党公認で東京都選挙区から立候補し、初当選。1994年、羽田内閣で環境庁長官に就任。1994年末、旧公明党の新進党分党合流時に、存続政党の公明に留まる。1997年9月、山下栄一、横尾和伸とともに公明から新進党へ移籍した。
1998年1月、新進党の分党に伴い、黎明クラブを経て公明代表に就任。同年7月12日、第18回参議院議員通常選挙に公明公認で東京都選挙区から立候補し、自由党や改革クラブの推薦、民主党都連次期会長岩國哲人の支援を受けて再選。同年11月7日、公明党の再結成に参加し、党代表代行に就任。2004年7月11日、第20回参議院議員通常選挙に公明党公認で比例区から立候補し、非拘束名簿式比例代表制の下で3選を果たす。獲得した1,822,280票の個人名票は、非拘束名簿式導入以降では、2025年の第27回参議院議員通常選挙終了時点においても歴代最多となっている。
2009年、「党の定年制をきちんと守る」として、改選となる第22回参議院議員通常選挙に立候補せずに政界を引退する。2011年、創価大学法学部客員教授に就任した。
2020年11月29日、死去。遺族の意向で公表は控えられ、2023年2月16日に公明党によって公表された。

## 人物
- 1994年6月17日の参議院予算委員会で、自身が創価学会員であることを公表した[4]。
- 選択的夫婦別姓制度導入に賛成し、「男女の平等や共同参画を図る上で必要な制度であり、多様な生き方ができる社会が本当に豊かな社会である」と述べる[5]。
- 恒久平和のために真相究明法の成立を目指す議員連盟に所属していた。死刑廃止を推進する議員連盟では副会長を務め、2008年に死刑廃止に向けた法案である俗称「浜四津案」をまとめた[6]。
- 禁煙推進議員連盟に所属し、健康増進法について努力規定ではなく義務規定として受動喫煙防止を徹底することに反対した[7]。
- 2010年1月12日に東京都内で開かれた在日本大韓民国民団の新年会に来賓として出席し、「公明党は、日韓の間で一番の問題となっていた地方参政権問題について、必ず解決するとの覚悟で当初から取り組んできた。これからも、もう少し問題は残されているようだが、決してあきらめずに解決し、本当の意味での新しい100年、新しい出発ができるよう、全力を尽くしたい。本年が特別に素晴らしい年になるよう祈念しています」と挨拶した[8]。

## 役職歴

### 内閣
- 環境庁長官（羽田内閣）

### 参議院
- 法務委員会委員
- 文教科学委員会委員
- 政治倫理審査会委員

### 公明
- 代表

### 公明党
- 代表代行
- 女性委員長
- 東京都本部顧問
- 環境部会顧問
- 選挙対策本部副本部長

### その他
- 日本弁護士連合会女性の権利に関する委員会委員
- 日本女性法律家協会副会長
- 日本ユネスコ国内委員会委員

## 著書
- 高橋保・宮山巌共著『ぜひ知っておきたい相続のしくみと税金』（1989年、法学書院） ISBN 978-4587212803
- 石堂秀夫・高見澤たか子共著『21世紀 日本のシステム―女性は21世紀を救う』（1999年、蝸牛社） ISBN 978-4876613625